# Ralph Baer

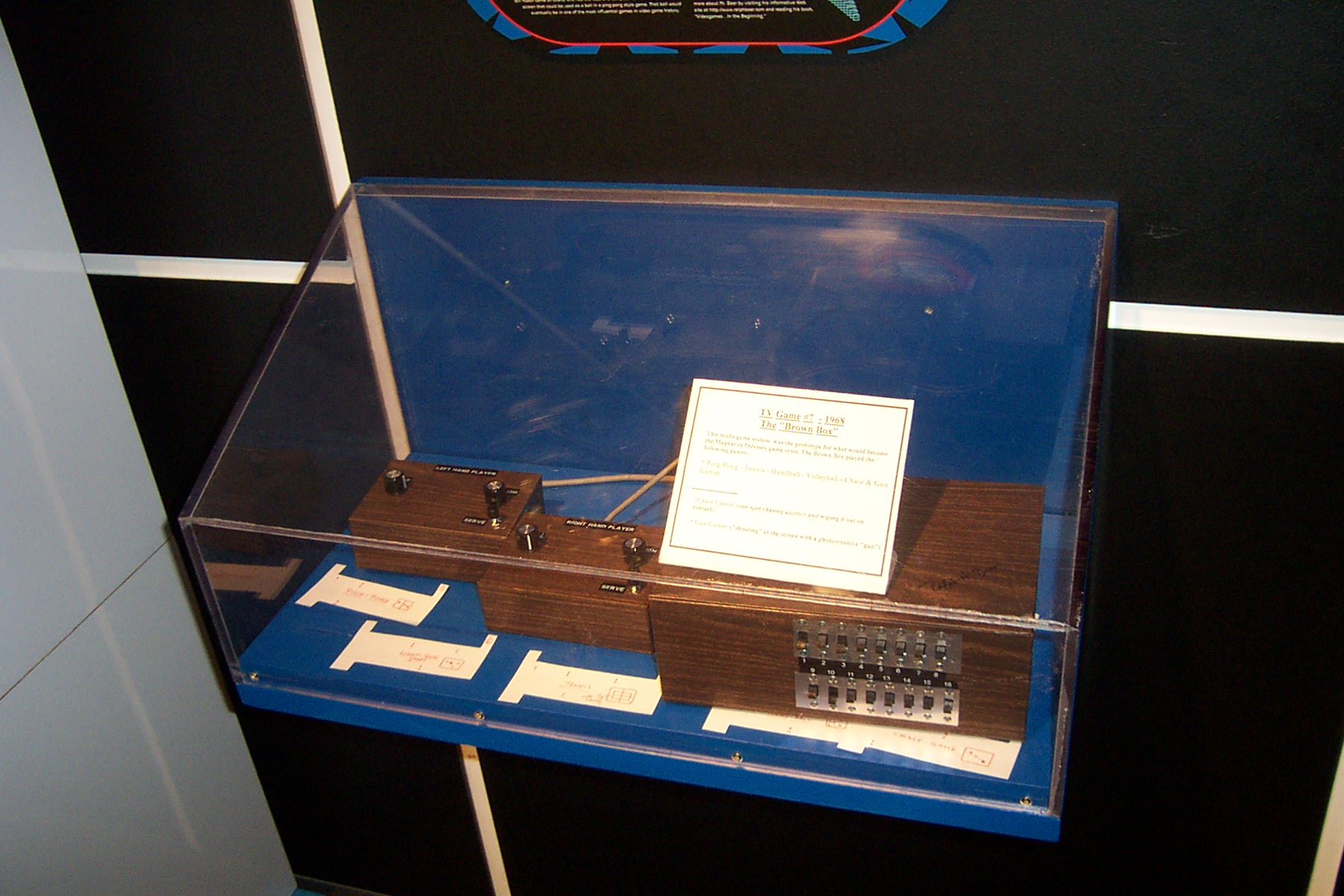
De Brown Box, een prototype voor de Magnavox Odyssey.

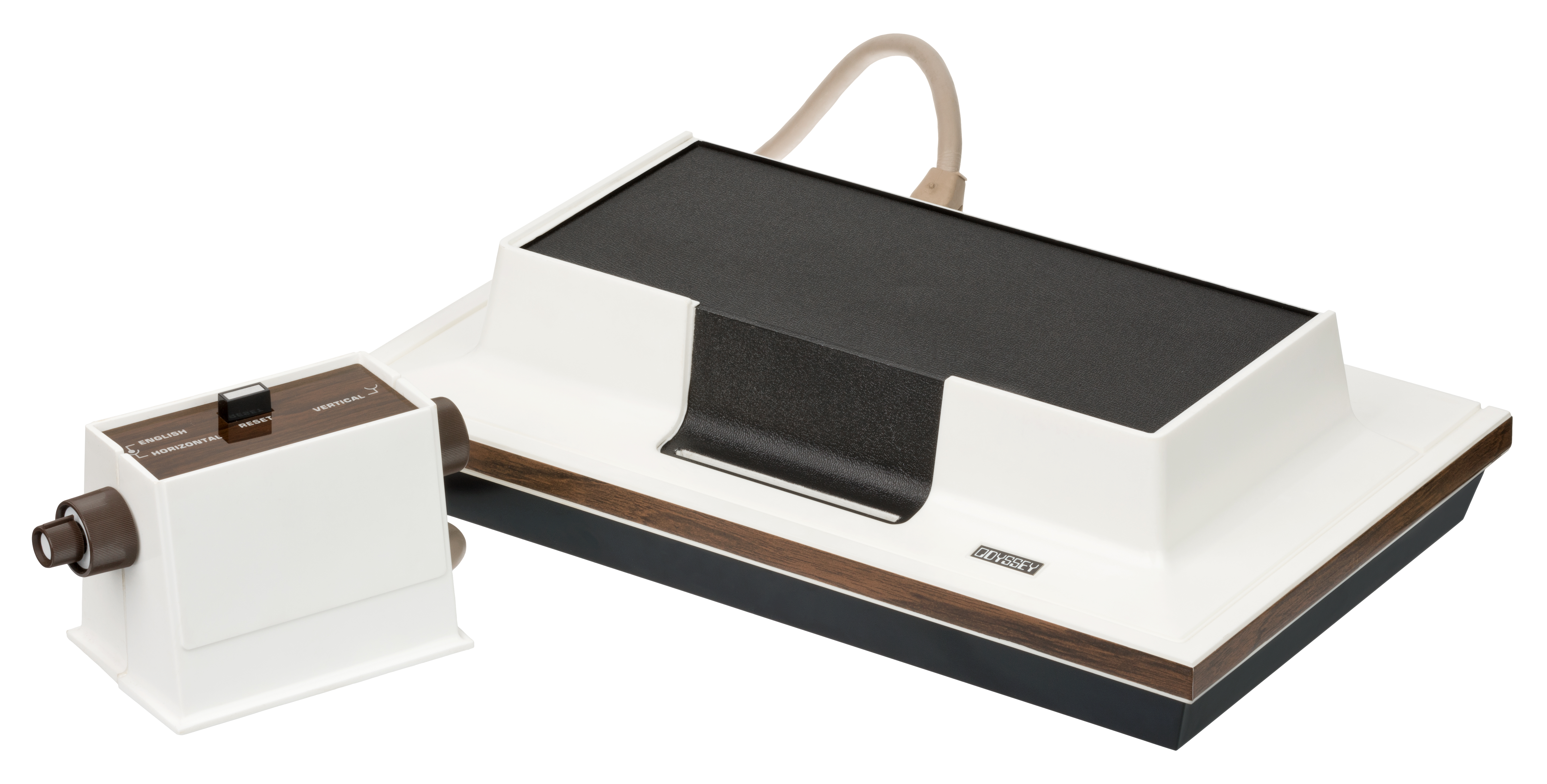
De uiteindelijke Magnavox Odyssey.

Ralph Henry Baer (Rodalben, 8 maart 1922 – Manchester (New Hampshire), 6 december 2014) was een in de Verenigde Staten woonachtige computerspelpionier, uitvinder en ingenieur van Duitse afkomst. In 2006 ontving hij de National Medal of Technology and Innovation voor zijn hulp bij het ontwikkeling van de spelcomputer en de computerspelindustrie.

## Levensloop
Op elfjarige leeftijd moest Baer zijn toenmalige school verlaten vanwege zijn Joodse afkomst. Hij werd overgeplaatst naar een volledig Joodse school, zijn vader werkte destijds in een schoenenfabriek in Pirmasens. Twee maanden voor de Kristallnacht vluchtten Baer en zijn familie naar de Verenigde Staten. Daar ging hij aan de slag in een fabriek waar hij een wekelijks loon van 12 dollar verdiende. In 1940 studeerde hij als onderhoudstechnicus af, nadat hij zijn opleiding bij het National Radio Institute had voltooid. Negen jaar later studeerde hij af met een Bachelor of Science in televisietechniek bij het American Television Institute of Technology in Chicago.
In datzelfde jaar ging Baer aan de slag als hoofdingenieur bij een klein bedrijf voor medische apparatuur. Bij Wappler ontwierp hij chirurgische snijmachines, epilators en apparatuur voor spierversteviging. Twee jaar later kreeg hij de positie senior-ingenieur bij Loral Corporation in New York, waar hij signaalapparatuur voor IBM ontwikkelde. Van 1952 tot 1956 werkte Baer bij Transitron, een bedrijf in New York; eerst als hoofdingenieur, later als onderdirecteur. In 1956 begon zijn loopbaan bij Sanders Associates, waar hij tot 1987 heeft gewerkt.
Baer overleed op 92-jarige leeftijd, hij is begraven aan de Manchester Hebrew Cemetery.

## Uitvindingen
In 1966 begon Baer met het ontwikkelen van de Brown Box, een spelcomputer die hij in opdracht van Sanders Associates maakte. Deze werd in 1971 uitgebracht als de Magnavox Odyssey, en was de eerste commerciële spelcomputer. Baer ontwikkelde ook het eerste lichtpistool, welke beschikbaar werd voor de Magnavox Odyssey. De Shooting Gallery was de eerste uitbreiding voor een spelcomputer.
Samen met Howard J. Morrison ontwikkelde Baer het spel Simon, waarin spelers een patroon moeten onthouden en opnieuw moeten invoeren.

## Onderscheidingen
- In 2005 ontving Baer bij het evenement G-Phoria de Legend Award voor zijn werk bij het ontwikkelen van computerspellen.
- Op 13 februari 2006 ontving Baer de National Medal of Technology and Innovation van toenmalig Amerikaans president George W. Bush.
- In 2008 ontving Baer de IEEE Masaru Ibuka Consumer Electronics Award, een prijs voor uitmuntende prestaties op het gebied van consumentenelektronica.
- Op 1 april 2010 werd Baer opgenomen in de National Inventors Hall of Fame.
- In 2014 ontving hij de IEEE Edison Medal.